# Josh Cavallo
Josh Cavallo (* 13. listopadu 1999 Melbourne) je australský profesionální fotbalista, od února 2021 levý obránce v týmu Adelaide United. Ve svých 21 letech se stal prvním otevřeně homosexuálním aktivním hráčem tohoto sportu v nejvyšší soutěži.

## Kariéra

### Fotbalová kariéra
Cavallo hrál v mládí v klubech ze svého rodného města, Melbourne Victory a Melbourne City FC. Za posledně jmenovaný klub si také poprvé zahrál v mužstvu do 21 let. V roce 2019 přestoupil do Western United, který také sídlí v Melbourne. V únoru 2021 Cavallo přestoupil na zbytek sezóny do Adelaide United, ale nakonec byl kontrakt prodloužen na dva roky.

### Národní tým
V roce 2018 Cavallo odehrál jeden reprezentační zápas za australský tým do 20 let.

## Osobní život
V říjnu 2021 Cavallo zveřejnil, že je gay, díky čemuž se stal dosud jediným otevřeně gay aktivním fotbalistou v nejvyšší fotbalové soutěži (dříve hráči svoji menšinovou orientace zveřejnili až po konci kariéry).